# Rudolf Heckl
Rudolf Heckl (* 20. Februar 1900 in Eger, Österreich-Ungarn; † 12. Dezember 1967 in München) war ein österreichischer Architekt, Landwirt, Volkskundler und Hochschullehrer.

## Leben
Der gebürtige Egerländer Rudolf Eckl studierte 1919 bis 1921 an der TU Wien Architektur und arbeitete dort zunächst im städtischen Siedlungsbau. 1925 kam er nach Gmunden, wo er das Oberholzingergut (Schlagen 34) bis zum Jahr 1939 bewirtschaftete. Dadurch kam er auch zur systematischen Bauernhausforschung und zur wissenschaftlichen Befassung mit dem Bauernhaus. 1939 wurde Heckl von Erich Kulke zum Leiter der Mittelstelle Deutscher Bauernhof im Reichsgau Oberdonau ernannt, die sich der Bauernhausforschung und landwirtschaftlichen Bauberatung annahm. 1943 wurde er Leiter der Bauabteilung der Landesbauernschaft Oberdonau und erhielt 1944 einen Lehrauftrag für landwirtschaftliches Bauwesen an der Technischen Hochschule Linz-Wilhering, wo er ein siedlungskundliches Institut aufbaute und mit Studenten an die systematische Aufnahme der oberösterreichischen Bauernhöfe heranging. Kurz vor Kriegsende erhielt er noch einen Lehrstuhl für Landwirtschaftliches Bauwesen in München.
Nach dem Zweiten Weltkrieg arbeitete er in der Agrarabteilung des Landes Oberösterreich und war für die Planung von Wiederaufbaugehöften und Schaffung von Beispielhöfen verantwortlich, außerdem unterrichtete er an bäuerlichen Fortbildungsschulen in Oberösterreich und leitete den Arbeitskreis Siedlung und Hausbau der Landesstelle für Volkskultur am Oberösterreichischen Landesmuseum. 1946 bis 1948 erhielt er den Forschungsauftrag für die oberösterreichische Baufibel der Landesbaudirektion. 1954 wurde er Baukonsulent des österreichischen Kuratoriums für Landtechnik. Studienreisen führten ihn in 1952 die USA.
Heckl veröffentlichte zahlreiche wissenschaftliche Schriften im Bereich der mitteleuropäischen Bauernhausforschung. Seine geistigen Vorbilder waren Adalbert Klaar und Bruno Schier.

## Publikationen (Auswahl)
- Oberösterreich. Landschaft, Landwirtschaft, Landbaukunst. Wien 1947.
- Oberösterreichische Baufibel. Müller, Salzburg 1949.
- Leitfaden für das landwirtschaftliche Bauwesen. Wien 1950.
- Über Vergangenheit, Gegenwart und Zukunft des Silobauwesens in Österreich. Wien 1960.